# 1419 Danzig
1419 Danzig је астероид главног астероидног појаса чија средња удаљеност од Сунца износи 2,292 астрономских јединица (АЈ).
Апсолутна магнитуда астероида је 11,3 а геометријски албедо 0,257.